# Green (Kansas)
Green – miejscowość położona w Stanach Zjednoczonych, w północnej części stanu Kansas, w hrabstwie Clay.